# Pseudanophthalmus intersectus
Pseudanophthalmus intersectus är en skalbaggsart som beskrevs av Barr. Pseudanophthalmus intersectus ingår i släktet Pseudanophthalmus och familjen jordlöpare. Inga underarter finns listade i Catalogue of Life.